# Hans Weichselbaum
Hans Weichselbaum (* 1946 in Freistadt) ist ein österreichischer Autor.

## Leben
Hans Weichselbaum studierte Geschichte und Germanistik an der Universität Salzburg und war bis 2010 Gymnasiallehrer. Von 1970 bis 1985 war er Leiter des Salzburger Literaturforums Leselampe. Er ist seit 1975 Redaktionsmitglied der Literaturzeitschrift Salz. Ein Arbeitsschwerpunkt Weichselbaums ist die Erforschung von Leben und Werk des österreichischen Lyrikers Georg Trakl.
Hans Weichselbaum ist seit 1972 der Leiter der Georg Trakl Forschungs- und Gedenkstätte sowie Geschäftsführer des Internationalen Trakl-Forums in Salzburg. Er ist Mitherausgeber der Buchreihe Trakl-Studien und verfasste zahlreiche literaturwissenschaftliche Aufsätze und Bücher. 
Von Harry Preuner wurde er 2019 für seine Verdienste um die Literatur in Salzburg mit dem Stadtsiegel in Gold ausgezeichnet. Die Verleihung fand im Schloss Mirabell statt.

## Publikationen
- mit Walter Weiss (Hrsg.): Salzburger Trakl-Symposion. Trakl-Studien – Band 9, Otto Müller Verlag, Salzburg 1978, ISBN 3-7013-0567-6.
- (Hrsg.): Trakl-Forum. 1987. Trakl-Studien – Band 15, Otto Müller Verlag, Salzburg 1988, ISBN 3-7013-0741-5.
- mit Adrien Finck (Hrsg.): Trakl in fremden Sprachen. Internationales Forum der Trakl-Übersetzer. Trakl-Studien – Band 17, Otto Müller Verlag, Salzburg 1991, ISBN 3-7013-0798-9.
- mit Adrien Finck (Hrsg.): Antworten auf Georg Trakl. Trakl-Studien – Band 18, Otto Müller Verlag, Salzburg 1992, ISBN 3-7013-0839-X.
- Georg Trakl. Eine Biographie mit Bildern, Texten und Dokumenten. Biografie, Otto Müller Verlag, Salzburg 1994, ISBN 3-7013-0889-6.
- mit Walter Methlagl (Hrsg.): Deutungsmuster. Salzburger Treffen der Trakl-Forscher 1995. Trakl-Studien – Band 19, Otto Müller Verlag, Salzburg 1996, ISBN 3-7013-0937-X.
- Im Namen des Dichters. 45 Jahre Georg-Trakl-Preis für Lyrik – Geschichte und Dokumentation. Otto Müller Verlag, Salzburg 1998, ISBN 3-7013-0970-1.
- Erhard Buschbeck: Ersehnte Weite (Hrsg.und Nachwort). Salzburger Bibliothek – Band 6. Otto Müller Verlag 2000, ISBN 3-7013-1014-9.
- mit Peter Baum: Jože Ciuha. Aquarelle zu Gedichten. Gedichte von Georg Trakl, Ed. Weihergut, Salzburg 2001, ISBN 3-901125-33-7, Akvareli na pesmi Georga Trakla. Mohorjeva, Celovec 2002, ISBN 3-85013-908-5.
- (Hrsg.): In den einsamen Stunden des Geistes. Gedichte eines halben Jahrhunderts Geschichte 1950-2000 – Anthologie, Otto Müller Verlag, Salzburg 2002, ISBN 3-7013-1045-9.
- (Hrsg.): Androgynie und Inzest in der Literatur um 1900. Trakl-Studien – Band 23, Kongress, Otto Müller Verlag, Salzburg 2005, ISBN 3-7013-1108-0.
- (Hrsg.): Trakl-Echo. Poetische Trakl-Spuren aus 100 Jahren. Edition Brenner-Forum – Band 8, Studien Verlag, Innsbruck 2013, ISBN 978-3-7065-5234-9.
- Georg Trakl. Eine Biographie. Otto Müller Verlag, Salzburg 2014, ISBN 978-3-7013-1219-1.
- (Hrsg.): Andreas Latzko: Menschen im Krieg. Nachwort S. 166–186. Milena Verlag, Wien 2014, ISBN 978-3-902950-11-6.
- (Hrsg.): Andreas Latzko: Friedensgericht. Nachwort S. 272–286. Milena Verlag, Wien 2015, ISBN 978-3-902950-36-9.
- mit Uta Degner u. Norbert Christian Wolf (Hrsg. und 2 Beiträge): Autorschaft und Poetik in Texten und Kontexten Georg Trakls. Trakl-Studien Band 26, Otto Müller Verlag Salzburg 2016, ISBN 978-3-7013-1242-9.
- (Hrsg. u. Kommentar): Andreas Latzko und Stefan Zweig – eine schwierige Freundschaft. Der Briefwechsel 1918-1939. Verlag Frank & Timme, Berlin 2018 (Forum: Österreich, Bd. 8). ISBN 978-3-7329-0436-5.
- (Hrsg. u. Nachwort): Georg Trakl: Dichtungen und Briefe [Neue Trakl-Ausgabe]. Otto Müller Verlag, Salzburg 2020, ISBN 978-3-7013-1282-5, E-Book: ISBN 978-3-7013-6282-0.
- (Hrsg. u. Kommentar): Andreas Latzko und Hermann Bahr – eine Freundschaft aus rebellischem Geist. Der Briefwechsel 1919-1933. Mit zwei Erzählungen von Andreas Latzko. Verlag Frank & Timme, Berlin 2021 (Forum: Österreich, Bd. 13). ISBN 978-3-7329-0695-6, E-Book: ISBN 978-3-7329-9295-9.
- Hermann Bahr und Erhard Buschbeck – einander hilfreiche Wegbegleiter. In: Mitteilungen aus dem Brenner-Archiv Nr. 41, S. 159-175. innsbruck university press, 2022, ISSN 1027-5649
- Zur Biographie Georg Trakls. In: Philipp Theisohn (Hg.): Trakl-Handbuch. Verlag J.B.Metzler 2023, S. 3-35. ISBN 978-3-662-67322-5, E-Book: ISBN 978-3-662-67323-2.
- Hermann Bahr und Erhard Buschbeck - einander hilfreiche Wegbegleiter. In: Manfred Mittermayer / Bernhard Judex (Hrsg.): Hermann Bahr und Salzburg. Verlag Anton Pustet, Salzburg 2023, ISBN 978-3-7025-1093-0, S. 122–130.
- Hermann Bahr und Andreas Latzko – zwei unterschiedlich rebellische Geister. In: Manfred Mittermayer / Bernhard Judex (Hrsg.): Hermann Bahr und Salzburg. Verlag Anton Pustet, Salzburg 2023, ISBN 978-3-7025-1093-0, S. 142–150.
- (Hrsg.) Trakl-Studie XXVII: Wegbegleiter und Wegbegleiterinnen Georg Trakls. 11 Beiträge. Mit eigenen Beiträgen zu Gustav Streicher, Erhard Buschbeck und Adolf Loos. Otto Müller Verlag Salzburg 2025. ISBN 978-3-7013-1330-3.